# 河野義克
河野 義克（こうの よしかつ、1913年7月12日 - 2003年7月17日）は、日本の内務官僚、国会職員。参議院事務総長、国立国会図書館長。

## 経歴
社会教育家・貴族院議員の田澤義鋪とヨウ（洋子）の次男として、父の任地である静岡県安倍郡安東村（現・静岡市）で生まれた。
旧姓は田澤。1934年、21歳のときに会計検査院長・河野秀男の養子となった。田澤家と河野家とは、父親同士がかねてから親交があってそれが縁となった。
成蹊小学校、旧制・成蹊高等学校（文科甲類）卒業。
1937年、東京帝国大学（現・東京大学）法学部政治学科卒業。在学中、高等文官試験行政科に合格している。
大学卒業後、内務省に採用となり4月に岐阜県属として赴任した。
1938年、臨時召集によって軍籍に入り、満州大連で歩兵隊に所属した。1940年、九死に一生をえながら帰還し、岐阜県庁に戻ったのち、すぐに福井県地方課長として赴任した。1941年には地方勤務のない貴族院事務官として転任することとなった。転任となった大きな理由は、上司のはからいで、せっかく子どものいない河野家の養子となりながら、一人寂しくしている養母のことを気遣ってくれたからである。
爾来、30数年にわたって国会職員として、参議院の運営や選挙制度の改革などに心血をそそいだ。特に、1956年、教育二法案の審議をめぐって、議会史上、議長命で参議院本会議場に警察官をいれるという非常事態にさいして事務次長として自らも暴行を受けながら、起死回生の秘策を練って法案を成立させたことは有名である。
1965年、参議院事務総長を最後に退任。1965年4月23日から1970年5月13日まで、国立国会図書館長（3代目）を務めた。
館長退任後は、財団法人東京市政調査会理事長や東京都公安委員会委員長などを歴任した。
2001年4月、東京カテドラル聖マリア大聖堂にて洗礼を受けた。洗礼名は、フランシスコ・ザビエル河野義克。
長年かよい慣れた懐かしい日比谷の地において催された卒寿のお祝いの席上で倒れ緊急入院したが、そのまま家族に見守られながら、2003年7月17日午後4時5分、心不全のため東京都中央区の病院で死去した。享年90歳。墓所は多磨霊園。